# Страшимирово
Страшимирово е село в Североизточна България. То се намира в община Белослав, област Варна.

## История
Старото име на селото, с което се среща в османските регистри, е Голям Аладън, но с указ № 113 / обн. 26.02.1899 г. се преименува на Страшимирово.
Историкът и археолог Иван Николов Иванов през 60-те и 70-те години на XX век е открил и проучил праисторически наколни селища от енеолитната и бронзовата епоха.
В селото има църква „Св. Николай Чудотворец“.
До 2005 г. в селото имало основно училище клас. Едната част от сградата на бившето училище се ползва за младежки клуб, а другата част за клуб на пенсионера.
Пред сградата на кметството е поставена паметна плоча на Никола Лефтеров, чието име носи и пенсионерският клуб. Изградена е канализационна система и е завършена подмяната на стария водопровод. Има голяма и модерна детска градина.
През 2009 г. е построено читалище „Пробуда - 1930“ в парцела в района на кметството.
- Кметството на Страшимирово
- Читалище „Пробуда - 1930“
- ЦДГ „Незабравка“
- Клуб на пенсионера „Никола Лефтеров“
- Църква „Св. Николай Чудотворец“
- Паметната плоча на Никола Лефтеров пред кметството

## Население
Численост на населението според преброяванията през годините:
| \| Година на преброяване \| Численост \| \| --------------------- \| --------- \| \| 1934 \| 393 \| \| 1946 \| 396 \| \| 1956 \| 525 \| \| 1965 \| 599 \| \| 1975 \| 892 \| \| 1985 \| 939 \| \| 1992 \| 921 \| \| 2001 \| 889 \| \| 2011 \| 923 \| \| 2021 \| 910 \| |           |
| Година на преброяване | Численост |
| 1934 | 393       |
| 1946 | 396       |
| 1956 | 525       |
| 1965 | 599       |
| 1975 | 892       |
| 1985 | 939       |
| 1992 | 921       |
| 2001 | 889       |
| 2011 | 923       |
| 2021 | 910       |

### Етнически състав

#### Преброяване на населението през 2011 г.
Численост и дял на етническите групи според преброяването на населението през 2011 г.:
|                     | Численост | Дял (в %) |
| Общо                | 923       | 100.00    |
| Българи             | 856       | 92.74     |
| Турци               | 23        | 2.49      |
| Цигани              | ?         | ?         |
| Други               | ?         | ?         |
| Не се самоопределят | ?         | ?         |
| Неотговорили        | 43        | 4.65      |

## Събития
На 13 май 2012 г. бе проведен 1-вият сбор на селото.

## Религии
Християнство.
Храмът в селото е посветен на Свети Николай Мирликийски Чудотворец. Строителството на църквата започва през 2007 година. Храмът е осветен през 2011 година от блаженопочиналия Варненски и Великопреславски митрополит Кирил.

## Културни и природни забележителности
Селото разположено на брега на Варненското езеро, на отсрещния южен (изгледен) бряг се намира защитен резерват „Ятата“. На 2 километра северно се разгръща природния феномен (резерват) „Побити камъни“.

## Личности
- Ламбо Комитов, революционер, деец на ВМОК, четник при Никола Лефтеров, загинал през Първата световна война в железопътна катастрофа